# Puttin’ on the Ritz
Puttin’ on the Ritz ist der Titel eines US-amerikanischen Jazzstandards, der 1929 von Irving Berlin veröffentlicht wurde. Das Lied wurde durch den gleichnamigen Film Puttin’ on the Ritz aus dem Jahr 1930 berühmt.

## Entstehung
Irving Berlin verfasste den jazzigen Song im Mai 1927 und meldete ihn erst am 2. Dezember 1929 zum Copyright an. Bei der Komposition handelt es sich wohl um die rhythmisch und textlich komplexeste von Berlin. Text und Melodie weisen ein sehr außergewöhnliches Versmaß auf; textliche Verschiebungen verursachen wiederkehrende Verwerfungen, die von der Melodie aufgefangen werden. Anders als bei den übrigen Berlin-Kompositionen ist der Refrain in Moll gehalten, und zwar zu Beginn und Ende mit F-Moll.
Der Titel stammt aus der Umgangssprache und bedeutet wörtlich übersetzt „sich fürs Ritz anziehen“ resp. „sich in Schale werfen“; diese Wendung geht auf das mondäne Hotel Ritz des Schweizer Hotelpioniers Cäsar Ritz zurück. Textlich fordert das Lied den gegebenenfalls traurigen Zuhörer auf, dorthin zu gehen, wo man sich modisch schick gekleidet zeigt. Dazu gehören perfekt sitzende Streifenhosen und Cut („pants with stripes and cutaway coat“). Dafür muss man angezogen sein wie ein reicher Kavalier und versuchen, so auszusehen wie Gary Cooper und Rockefellers Spazierstöcke oder Schirme nur mit Handschuhen tragen.
Der 1929 gedrehte Kinofilm Puttin’ on the Ritz greift Irving Berlins Komposition auf und präsentierte Berlins erste Filmmusiken überhaupt. Neben Puttin’ on the Ritz kamen hierin noch zwei weitere Berlin-Soundtracks vor. Im Film (Premiere 1. März 1930) sang der Vaudeville-Sänger Harry Richman den Song ohne besondere Empathie.

## Original
Die erste Schallplattenaufnahme stammt von Leo Reisman mit seinem Orchester, aufgenommen am 20. Januar 1930 (Victor Records 22306). Nach Veröffentlichung im April 1930 erreichte die Single zwar lediglich Rang 20 der US-Hitparade, löste jedoch eine Welle von Coverversionen aus. Die Originalversion des Liedes spielt auf die seinerzeit populären Modetrends der zwar gutgekleideten, aber armen Schwarzen aus Harlem an, die die Lenox Avenue auf- und abspazierten. Sie wurde 1939 mit dem Originaltext von Idiot’s Delight herausgebracht, mit dem es von Clark Gable aufgeführt wurde. Diese Darbietung wurde legendär und hat viele Adaptionen ausgelöst.

## Coverversionen

Harry Richman & Earl Burtnett – Puttin’ On The Ritz

Es gibt mindestens 30 Coverversionen. Die erste stammt von Jan Garber (24. Januar 1930), gefolgt vom Sänger im Kinofilm, Harry Richman (30. Januar 1930). Dessen Version mit Earl Burtnett & His Los Angeles Biltmore Hotel Orchestra brachte es für eine Woche zum Nummer-eins-Hit. Fred Astaire nahm den Titel erstmals am 26. April 1930 auf (veröffentlicht im Mai 1930); im Film Blue Skies (Blau ist der Himmel; US-Premiere: 16. Oktober 1946) machte er den Song unsterblich zum Evergreen – allerdings mit anderem Text. Fortan waren es Weiße, die die Park Avenue in Manhattan auf und ab spazierten. Fred Astaires Auftritt während des Songs Puttin’ on the Ritz ist dem Magazin Variety zufolge der herausragende Moment des Films. Allein in diesem Film sind 32 Lieder von Berlin zu hören. Clark Gable sang den Titel im Film Idiot’s Delight (27. Januar 1939). Das Benny-Goodman-Trio brachte 1947 eine Swing-Version heraus.
Eine deutsche Fassung mit dem Titel Liebe ist dabei (Text: Dieter Rasch) nahm Heidi Brühl für ihre LP Verliebt wie Du und ich (1965) auf.

## Musikalische Struktur und Interpretationen

Taco – Puttin’ On the Ritz

Irving Berlin schrieb Puttin’ on the Ritz in der Tonart f-Moll und gibt als Tempo moderately (mäßig) an. Das Stück weist durchgehend den 4/4-Takt auf und setzt sich aus einer viertaktigen instrumentalen Einleitung, gefolgt von einem 16-taktigen Satz mit Gesang in F-Dur (Have you seen the well-to-do …) und schließlich der einmal wiederholten 32 Takte langen Strophe mit dem Text If you’re blue and you don’t know where to go to … und dem Refrain Puttin’ on the Ritz. Das Stück dauert in der originalen Klavierfassung nur etwa eineinhalb Minuten, die meisten Arrangements verlängern es jedoch durch die Wiederholung der einzelnen Motive mit instrumentalen Soli und Tanzeinlagen auf meist über drei Minuten. Harry Richman brachte den Song 1930 in über vier Minuten, Fred Astaires bekannte Sequenz aus dem Film Blue Skies (Blau ist der Himmel) aus dem Jahr 1946 präsentiert das Stück ebenfalls in über vier Minuten. Notenrollen für Pianolas gab es für Puttin’ on the Ritz ab April 1930. In dem 1930 veröffentlichten Hollywoodfilm Puttin' on the Ritz wird der Song als Theateraufführung in einer aufwendig inszenierten und choreografierten Tanznummer mit einem großen Tanzensemble vor einem expressionistisch anmutenden Bühnenbild mit Harry Richman, Gesang, gebracht.

## Taco
Der niederländische Sänger Taco nahm im September 1982 mit Musikproduzent John David Parker in den Hamburger Peer Studios die LP After Eight auf, bei der Toningenieur Frank Reinke allein fünf Synthesizer (Gitarre, Moog-Synthesizer, Poly 61, Poly Six und Prophet) einpegelte. Nach Veröffentlichung im November 1982 verkaufte sie weltweit mehr als 500.000 Exemplare. Daraus ausgekoppelt wurde im Juni 1983 die Single Puttin’ on the Ritz, die alleine in den Vereinigten Staaten eine Million Mal verkauft wurde und dort bis auf Rang 4 der Charts vordrang. Rang 1 erreichte die Synthie-Pop-Fassung in Schweden und Neuseeland, während sie in Deutschland nur bis auf Platz 20 vordringen konnte.

## Popkulturelle Verarbeitungen
Auf Youtube finden sich verschiedene Interpretationen von Puttin’ on the Ritz, die mit der akustischen Ähnlichkeit von „puttin' on the Ritz“ und „Putin on the Ritz“ spielen. Dabei wird beispielsweise ein Video von Putin, der auf einem Ritz-Cracker reitet, von Puttin’ on the Ritz unterlegt. Ebenso gibt es Videos, die scheinbar George W. Bush mit Wladimir Putin tanzend zeigen, die  mit Puttin’ on the Ritz unterlegt sind. In Moskau fand 2012 ein großer Flashmob zu dem Lied statt.
In der Fantasy-Actionkomödie Auf der Suche nach dem goldenen Kind mit Hauptdarsteller Eddie Murphy von 1986 tanzt ein durch übernatürliche Kräfte bewegtes Pepsi-Dosen-Männchen zu einer Instrumentalversion des Jazz-Stücks.

## Weitere Coverversionen (Auswahl)
- Ella Fitzgerald (1958)
- Judy Garland (1960)
- Gene Wilder und Peter Boyle in Mel Brooks’ Film Frankenstein Junior (1974)
- Pasadena Roof Orchestra (1993)
- Neil Diamond (1998)
- Right Said Fred (2004)
- Leningrad Cowboys (Zombies Paradise) (2006)
- Mel Brooks Broadway-Musical Young Frankenstein/Frankenstein Junior (2007)
- Alex Swings Oscar Sings! (2009)
- Robbie Williams (2013)
- Herb Alpert (2013)[12]
- Ulrich Tukur & Die Rhythmus Boys (Let's Misbehave!) (2015)
- Gregory Porter (Liquid Spirit (Special Edition)) (2015)